# Waldi Medeot
Waldi Medeot (San Lorenzo Isontino, 30 gennaio 1944) è un ex cestista e allenatore di pallacanestro italiano.

## Carriera
Cresciuto cestisticamente nella Ginnastica Goriziana insieme a Pino Brumatti, come giocatore ha vestito le canotte di Gorizia, Fortitudo Bologna, Roma e Reyer Venezia. Conta 7 presenze nella nazionale italiana di pallacanestro.
Alla fine degli anni settanta iniziò la sua carriera da coach, dapprima come capoallenatore a Padova, in seguito come assistente di Tonino Zorzi e Aza Nikolić alla Reyer Venezia. Nel biennio 1983-1985 diventò head-coach della Reyer. Successivamente fu a Gorizia (1985-1987), Rieti (1987-88). Negli anni novanta riuscì a riportare la Pallacanestro Petrarca Padova in Serie A. Nel 1995-1997 di nuovo a Gorizia e poi, 1997-1999, di nuovo con il Petrarca. Nel 1999-2000 fu allenatore del Cosenza, nel biennio 2000-2002 di San Severo e nel 2002-2004 di Ruvo. Nella stagione 2004-05 come coach riuscì a sollevare le sorti di Melfi, portandoli ai playoff. Nel 2005 firmò per la Prefabbricati Brindisi. Nel 2007 firmò nuovamente per San Severo. Nella stagione 2008-09 viene chiamato alla guida della Pallacanestro Pescara, squadra di Serie C Dilettanti.
Nel settembre del 2013 diventa il nuovo allenatore della Libertas Basket School, formazione femminile di Udine. Dal primo luglio 2019 diventa allenatore in Serie D dell'Alba Basket di Cormòns 